# 디브
《디브》(아랍어: ذيب)은 2015년 공개된 영화이다. 제88회 아카데미상에 외국어 영화상 부문 후보에 올랐다.
제1차 세계 대전 중 중동 전구에서 발생한 아랍 반란을 소재로 한다.

## 출연

### 주연
- 자시르 에이드 알휴타트